# 1717

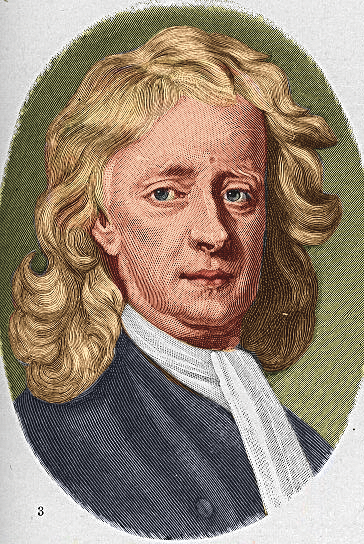
Isaac Newton

Het jaar 1717 is het 17e jaar in de 18e eeuw volgens de christelijke jaartelling.

## Gebeurtenissen
januari
- 13 - Op de sterfdag van Maria Sibylla Merian koopt de lijfarts van Peter de Grote voor 3000 gulden aquarellen en kopergravures uit haar nalatenschap.

februari
- 21 - Op verzoek van de Engelse regering wordt in Arnhem baron Von Görtz gearresteerd. De oud-minister van Holstein zou betrokken zijn bij een Zweeds complot om in Engeland de Jakobieten weer aan de macht te brengen.

maart
- 10 - De Russische Tsaar Peter de Grote beklimt de Domtoren in Utrecht.

juni
- 24 - Te London verenigen zich vier vrijmetselaarsloges en richtten de eerste grootloge, de latere United Grand Lodge of England, op.

juli
- 28 - Koning Friedrich Wilhelm I van Pruisen voert leerplicht in voor kinderen van vijf tot twaalf jaar.

augustus
- 16 - De keizerlijke legeraanvoerder Eugenius van Savoye 
verovert Belgrado op de Turken in de Oostenrijks-Turkse Oorlog.

september
- 8 - De Senaat van Venetië wijst het eilandje San Lazzare toe aan een Armeens-katholieke kloosterorde, die door de Turken van de Peleponnesos is verdreven. Zo ontstaat het kloostereiland San Lazzaro degli Armeni.
- 14 - In Den Haag eindigt de Grote Vergadering zonder dat men tot een versterking van de Unie is gekomen.
- 29 - Een zware aardbeving treft de stad Antigua, het bestuurlijk centrum van Centraal-Amerika.

december
- 24 - Tijdens een zware noordwesterstorm ontstaan 's avonds overstromingen in onder andere Noord-Nederland. Heel Noord-Groningen loopt onder en zelfs in de stad Groningen staat tientallen centimeters water. In Delfzijl breekt het westelijk deel van de wal door en lopen huizen, het fort en de kerk onder water. Er zijn 2.276 slachtoffers. Ook duizenden koeien, paarden, varkens en schapen verdrinken. Deze Kerstvloed treft ook Oost-Friesland.

zonder datum
- In Groot-Brittannië wordt onder leiding van Isaac Newton de laatste hand gelegd aan een hervorming van het muntstelsel; de facto wordt de gouden standaard ingevoerd doordat er een verband vastgesteld wordt tussen de gouden munt en de zilveren shilling.
- In het Roemeense Dej wordt de zoutwinning beëindigd.
- De kolonie Groß-Friedrichsburg aan de Goudkust (het huidige Ghana) wordt door Frederik Willem I van Pruisen aan de Nederlandse Republiek verkocht.
- De zusters clarissen moeten Boxtel verlaten en gaan naar Hoogstraten.

## Beeldende kunst

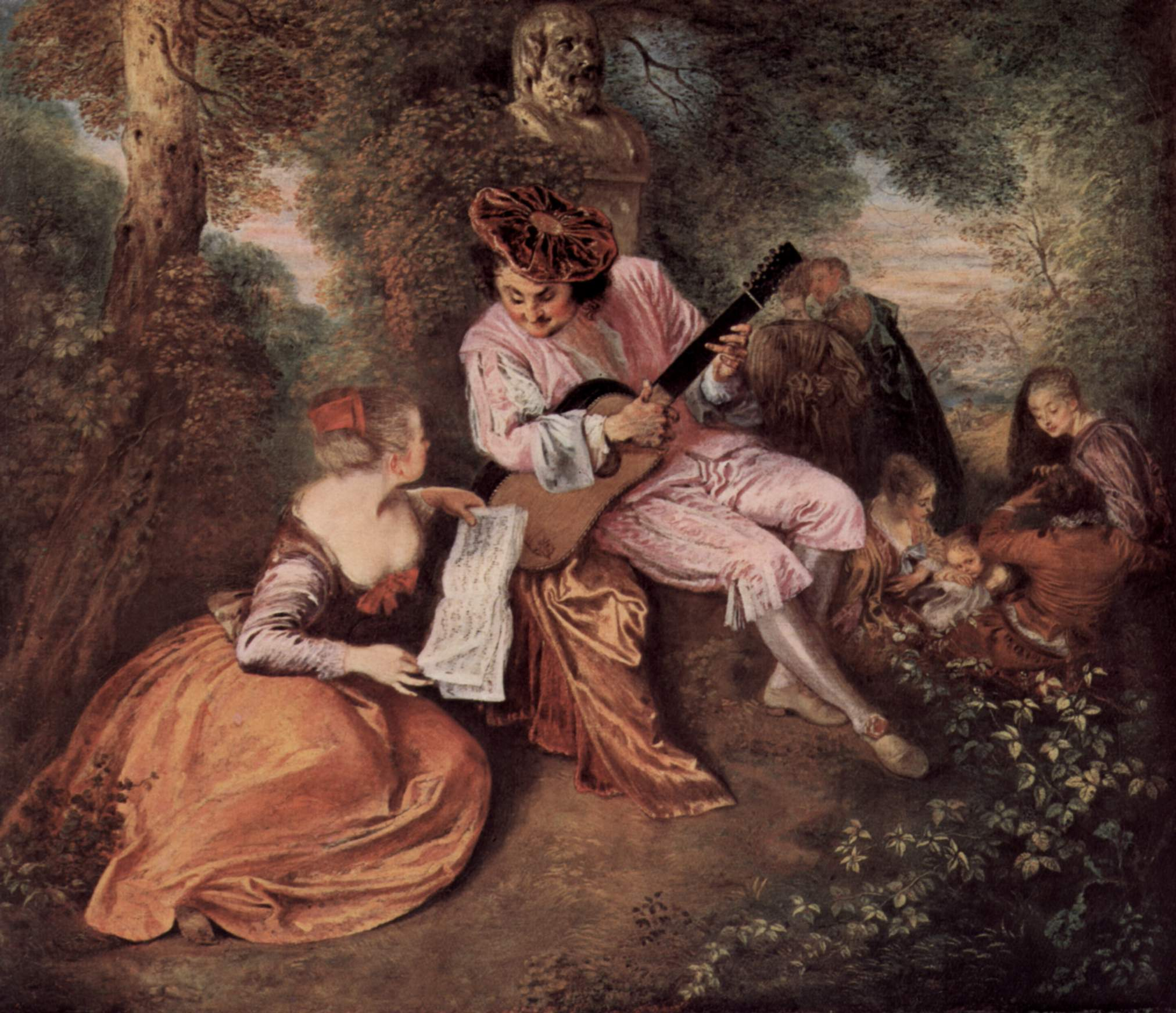
Het liefdeslied (ca. 1717) Jean Antoine Watteau

## Bouwkunst

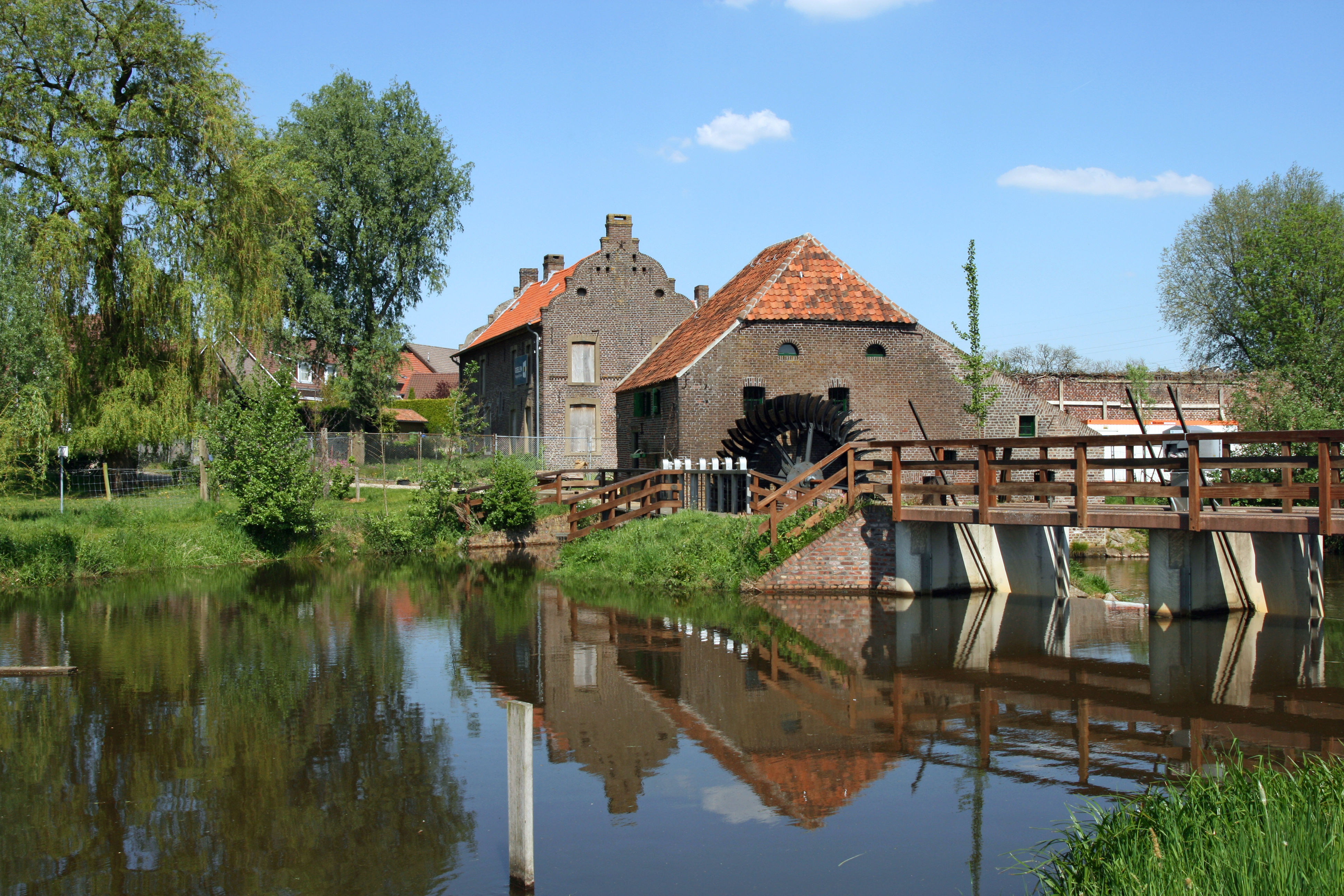
Friedesse Molen, Neer (1717)

## Geboren
januari
- 28 - Mustafa III, 26e sultan van het Osmaanse rijk (overleden 1774)

mei
- 13 - Maria Theresia, Oostenrijks vorstin (overleden 1780)

juni
- 19 - Jan Václav Antonín Stamic, Boheems componist en virtuoos violist (overleden 1757)

november
- 16 - Jean Le Rond d'Alembert, Frans wiskundige, natuurkundige en filosoof (overleden 1783)

december
- 9 - Johann Winckelmann, Duits kunsthistoricus en archeoloog (overleden 1768)
- 27 - Pius VI, Italiaans paus van 1775 tot 1799 (†)

## Overleden
januari
- 13 - Maria Sibylla Merian (69), Duits kunstenares en entomologe

juni
- 4 - Josef Leopold Václav Dukát (33), Tsjechisch componist

augustus
- 10 - Nicolaas Witsen (76), Nederlands diplomaat, schrijver, cartograaf en bestuurder